# Anopheles keniensis
Anopheles keniensis är en tvåvingeart som beskrevs av Evans 1931. Anopheles keniensis ingår i släktet Anopheles och familjen stickmyggor. Inga underarter finns listade i Catalogue of Life.